# رونالد جونز (لاعب كريكت)
رونالد جونز (9 سبتمبر 1938 في المملكة المتحدة - ) (بالإنجليزية: Ronald Jones)‏ هو لاعب كريكت بريطاني. لعب مع نادي مقاطعة ورسسترشاير للكريكيت ‏.

## وصلات خارجية
- رونالد جونز على موقع إي آس بي آن كريك إنفو (الإنجليزية)